# Eugenia emarginata
Eugenia emarginata är en myrtenväxtart som först beskrevs av Carl Sigismund Kunth, och fick sitt nu gällande namn av Dc.. Eugenia emarginata ingår i släktet Eugenia och familjen myrtenväxter. Inga underarter finns listade i Catalogue of Life.